# Darrockor
Darrockor (Torpedinidae) är en familj av broskfiskar, som består av 23 arter elektriska rockor, som kan alstra elstötar för försvar och för att skaffa föda. Darrockorna är platta, långsamma bottenlevande fiskar. 
Störst är Darrocka (Torpedo nobiliana), som kan väga upp till 90 kg och generera elektriska stötar omkring 200 volt, det vill säga kraftig nog för att slå omkull en människa.

## Arter
Det finns 23 arter i 2 släkten:
- Släktet Hypnos
  - Hypnos monopterygium (Shaw, 1795).
- Släktet Torpedo
  - Torpedo adenensis Carvalho, Stehmann & Manilo, 2002.
  - Torpedo alexandrinsis Mazhar, 1987.
  - Torpedo andersoni Bullis, 1962.
  - Torpedo bauchotae Cadenat, Capape & Desoutter, 1978.
  - Kalifornisk darrocka, Torpedo californica Ayres, 1855.
  - Torpedo fairchildi Hutton, 1872.
  - Torpedo formosa Haas & Ebert, 2006.
  - Torpedo fuscomaculata Peters, 1855.
  - Torpedo mackayana Metzelaar, 1919.
  - Torpedo macneilli (Whitley, 1932).
  - Marmorerad darrocka, Torpedo marmorata Risso, 1810.
  - Torpedo microdiscus Parin & Kotlyar, 1985.
  - Darrocka, Torpedo nobiliana Bonaparte, 1835.
  - Torpedo panthera Olfers, 1831.
  - Torpedo peruana Chirichigno F., 1963.
  - Torpedo puelcha Lahille, 1926.
  - Torpedo semipelagica Parin & Kotlyar, 1985.
  - Torpedo sinuspersici Olfers, 1831.
  - Torpedo suessii Steindachner, 1898.
  - Torpedo tokionis (Tanaka, 1908).
  - Ögondarrocka, Torpedo torpedo (Linné, 1758).
  - Torpedo tremens de Buen, 1959.